# سیارک ۷۴۹۸
سیارک ۷۴۹۸ (به انگلیسی: 7498 Blanik، نامگذاری:1996BF) هفت هزار و چهارصد و نود و هشتمین سیارک کشف شده‌است که در ۱۶ ژانویه ۱۹۹۶ کشف شد.
قدر مطلق سیارک برابر ۱۲٫۲۰ است.